# Lycosa proletarioides
Lycosa proletarioides là một loài nhện trong họ Lycosidae.
Loài này thuộc chi Lycosa. Lycosa proletarioides được Cândido Firmino de Mello-Leitão miêu tả năm 1941.